# Estação Bulnes
A Estação Bulnes é uma das estações do Metro de Buenos Aires, situada em Buenos Aires, entre a Estação Agüero e a Estação Scalabrini Ortiz. Faz parte da Linha D.
Foi inaugurada em 29 de dezembro de 1938. Localiza-se no cruzamento da Avenida Santa Fe com a Rua Bulnes. Atende o bairro de Palermo.